# Тедіашвілі Леван Кітойович
Леван Тедіашвілі (груз. ლევან თედიაშვილი; 15 березня 1945, село Гегмоубані, Сагареджойський район, Кахеті — 17 лютого 2024) — радянський борець вільного стилю і самбіст грузинського походження, чотириразовий чемпіон та срібний призер чемпіонатів світу з вільної боротьби, чемпіон світу із самбо, триразовий чемпіон Європи з вільної боротьби, чотириразовий володар Кубків світу, дворазовий чемпіон Олімпійських ігор. Заслужений майстер спорту СРСР.

## Біографія
Народився у селі Гегмоубані району Сагареджо, що завжди славився знаменитими борцями. Із сусіднього села походив чемпіон світу 1954 року та Гельсінської Олімпіади Арсен Мекокішвілі. У 12 років Леван Тедіашвілі почав тренуватися у його родича Ваніка Мекокішвілі.
Закінчивши школу, приїхав до Тбілісі, де почав працювати на меблевому комбінаті, спочатку різноробочим, потім учнем в складальному цеху, шліфувальник, укладальником. Тренувався під керівництвом Вахтанга Балавадзе — дворазового чемпіона світу з вільної боротьби. Виступав за тбіліський «Локомотив». Боровся в категоріях до 82, 90 і 100 кг.
У 1971 році вперше виграв чемпіонат СРСР з вільної боротьби, в якому загалом десять разів ставав чемпіоном. У тому ж році вперше поїхав на чемпіонат світу, на якому впевнено переміг.
Наступного року на мюнхенській Олімпіаді вперше став олімпійським чемпіоном, а ще через рік вдруге поїхав на чемпіонат світу з боротьби до Тегерану. Там він повторив свій успіх минулої світової першості, вдруге ставши чемпіоном. Через тиждень після чемпіонату світу з вільної боротьби в Тегерані мала проходити і світова першість із самбо. Радянський самбіст, що виступав у категорії до 90 кг, захворів і тренери збірної СРСР із самбо попросили Левана Тедіашвілі, що мав таку ж вагу, замінити його. Леван колись займався самбо і навіть був призером чемпіонату країни серед молоді. Він погодився, і хоч й не був самбістом та мав мало часу на відновлення після змагань з вільної боротьби, став чемпіоном світу із самбо. Але, не зважаючи на цей успіх, більше він на чемпіонатах світу з цього виду боротьби не виступав.
У 1974 Леван Тедіашвілі вперше виграв чемпіонат Європи та втретє став чемпіоном світу з вільної боротьби, а наступного року завоював четверту золоту нагороду світової першості.
1976 року через Олімпійські ігри чемпіонат світу не проводився, але на континентальній першості Тедіашвілі вдруге став чемпіоном цього турніру. На Олімпійських іграх у Монреалі Леван, якого обрали капітаном команди, борорвся у наступній ваговій категорії, порівняно з минулою Олімпіадою, але на шляху впевнено подолав усіх суперників. У вирішальній сутичці зустрівся з чемпіоном попередніх ігор американцем Беном Петерсоном, братом Джона Петерсона, якого Леван переміг у фіналі минулої Олімпіади. Леван переміг і Бена та став дворазовим Олімпійським чемпіоном. Це був останній день змагань і останній розіграш золотої Олімпійської медалі на цих іграх. Для радянського керівництва було принципово, який гімн прозвучить на прощання — радянський чи американський. Оскільки, завдяки Тедіашвілі прозвучав гімн СРСР, він був удостоєний аудієнції Леоніда Ілліча Брежнєва та отримав від нього орден Леніна. Це був єдиний випадок в історії, коли борець вільного стилю був удостоєний цієї нагороди.
Через два роки Леван Тедіашвілі втретє став чемпіоном Європи, але у фіналі чемпіонату світу несподвано поступився Гаральду Бютнеру з НДР, у якого за три місяці до того на континентальній першості виграв з ріницею у 12 балів. У цьому поєдинку Леван теж вигравав з відривом у три бали, але за 20 секунд до закінчення німець зумів зробити кидок і змусив п'ятиразового чемпіона світу, який проводив цей поєдинок на уколах через розрив м'яза стегна, торкнутися лопатками килима.
Це була єдина поразка Левана Тедіашвілі на міжнародному турнірі за сім років. На союзних змаганнях він шість років не знав поразок з 1971 року, доки не поступився у фіналі чемпіонату СРСР 1977 року Асланбеку Бісултанову.
Леван Тедіашвілі збирався взяти участь і у третій Олімпіаді, що мала проходити в Москві, але у фіналі першості Радянського Союзу того року поступився українському борцеві Іллі Мате. Через це на московську Олімпіаду поїхав українець, де став олімпійським чемпіоном.
Загалом Леван Тедіашвілі переміг у 178 міжнародних турнірах.
Після завершення кар'єри борця, Тедіашвілі, що закінчив Грузинський державний інститут фізичної культури та юридичний факультет Тбіліського державного університету, пішов на роботу в райком комсомолу інструктором, почав працювати з підлітками. Був членом Центрального комітету ЛКСМ Грузії. Працював також начальником відділку міліції, головою колгоспу в рідному селі, був віце-президентом Федерації боротьби Грузії, очолював благодійний фонд ветеранів-олімпійців Грузії. Працював тренером з вільної боротьби. Серед його вихованців п'ятиразовий чемпіон світу, олімпійський чемпіон Лері Хабелов. Два роки працював у Японії консультатантом з професійних боїв. Повернувшись додому, займався бізнесом, був губернатором Кахетії. Двічі обирався депутатом Парламенту Грузії.

## Вшанування
У 2005 році включений до Всесвітньої Зали слави Міжнародної федерації об'єднаних стилів боротьби (FILA). Найкращий спортсмен року Радянського Союзу (1973). Вважається натехнічнішим борцем в історії СРСР. Почесний громадянин Тбілісі (2003). У списку найкращих спортсменів Грузії, складеному Асоціацією спортивних журналістів Грузії, поділив третє місце з футболістом Михайлом Месхі.

## Родина
Леван Тедіашвілі народився у змішаній російсько-грузинській родині. Його мати — росіянка стала вдовою після того, як її перший чоловік загинув на фронті німецько-радянської війни. Вона з маленьким сином Германом приїхала в Грузію, де вийшла заміж за Кіто Тедіашвілі, інваліда війни. Старший брат Левана по матері Герман працював тренером з вільної боротьби в Кишиневі.
У Левана Тедіашвілі було двоє синів. Один з них загинув на війні в Абхазії. Другий син закінчив Колумбійський університет у США, працює у Тбілісі.

## Спортивні результати

### Виступи на Олімпіадах
| Змагання                    | Збірна | Вагова категорія | Місце  |
| --------------------------- | ------ | ---------------- | ------ |
| Літні Олімпійські ігри 1972 | СРСР   | 82 кг            | Золото |
| Літні Олімпійські ігри 1976 | СРСР   | 90 кг            | Золото |

### Виступи на Чемпіонатах світу
| Змагання                        | Збірна | Вагова категорія | Місце  |
| ------------------------------- | ------ | ---------------- | ------ |
| Чемпіонат світу з боротьби 1971 | СРСР   | 82 кг            | Золото |
| Чемпіонат світу з боротьби 1973 | СРСР   | 90 кг            | Золото |
| Чемпіонат світу із самбо 1973   | СРСР   | 90 кг            | Золото |
| Чемпіонат світу з боротьби 1974 | СРСР   | 90 кг            | Золото |
| Чемпіонат світу з боротьби 1975 | СРСР   | 90 кг            | Золото |
| Чемпіонат світу з боротьби 1978 | СРСР   | 100 кг           | Срібло |

### Виступи на Чемпіонатах Європи
| Змагання                         | Збірна | Вагова категорія | Місце  |
| -------------------------------- | ------ | ---------------- | ------ |
| Чемпіонат Європи з боротьби 1970 | СРСР   | 82 кг            | 6      |
| Чемпіонат Європи з боротьби 1974 | СРСР   | 90 кг            | Золото |
| Чемпіонат Європи з боротьби 1976 | СРСР   | 90 кг            | Золото |
| Чемпіонат Європи з боротьби 1978 | СРСР   | 100 кг           | Золото |

### Виступи на Кубках світу
| Змагання                    | Збірна | Вагова категорія | Місце  |
| --------------------------- | ------ | ---------------- | ------ |
| Кубок світу з боротьби 1973 | СРСР   | 90 кг            | Золото |

## Державні нагороди
- Президентський орден Сяйво (Грузія, 2018)[6]